# Starosta
Starosta (av slaviska: star, gammal), betydde ursprungligen en ämbetsman av högre rang, men fick i de slaviska länderna skiftande betydelse. I det gamla Ryssland var starosta ursprungligen en befallningsman i staden eller på landsbygden och senare en beteckning för en byfogde. I Böhmen var ordet liktydigt med borgmästare. I Polsk-litauiska samväldet var starosta titel för en kunglig ståthållare (latin: generalis capitaneus) eller slottsfogde.
I Polen används titeln idag för det högsta politiska exekutiva ämbetet i ett powiat, Polens nuvarande distrikt eller sekundärkommuner, och distriktsstyrelsen kallas starostwo. I städer med självständig powiatstatus existerar inte ämbetet utan dess funktion utövas av borgmästaren och motsvarande kommunala organ.